# Christmas Night (DA PUMPの曲)
「Christmas Night」（クリスマスナイト）は、日本の男性アイドルグループDA PUMPの25枚目のシングル。2006年12月6日発売。発売元はavex tune。

## 概要
- 前作から約3か月ぶりとなるシングル。
- 初の試みとなるクリスマスソング。「ジングルベル」や「きよしこの夜」といったメロディーを匂わせる楽曲である。
- 通常盤と初回限定盤の2種リリース。初回限定盤には「Christmas Night」のPVとメイキングを収録したDVD付き。
- 2006年12月15日、『音楽戦士 MUSIC FIGHTER』に出演。

## 収録曲[1]

### CD
1. Christmas Night
作詞：KEN & ISSA / Daisuke "D.I" Imai 作曲・編曲：Daisuke "D.I" Imai
2. All Wishes
作詞：ISSA・KEN、作曲・編曲：DAISUKE "D.I" IMAI
3. Stay Together (Studio Live Version 2006)
作詞：m.c.A・T、作曲：AKIO TOGASHI、編曲：棚橋UNA信仁
4. Christmas Night (Back Track)
5. All Wishes (Back Track)
6. Stay Together (Studio Live Version 2006) (Back Track)

### DVD
1. Christmas Night
2. CLIP MAKING